# Хал-Сафліені
Хал-Сафліені — мегалітичне підземне святилище (гіпогей) у місті Паола на острові Мальта. У туристичних довідниках мальтійська назва зазвичай замінюється англійською — Гайподжіум (англ. Hypogeum). Складається з 34 приміщень, видовбаних у товщі вапняку. Пам'ятка Всесвітньої спадщини з 1980 року.
Початок спорудження Хал-Сафліені належить до 4000 року до н. е., або трохи давнішого періоду, оскільки у спорудженні була виявлена кераміка періоду Гхар-Далам.
Науковці вважають, що Гіпогей був святилищем і некрополем з останками понад 7000 людей, задокументованими археологами
,, 
і є одним з найкраще збережених зразків мальтійської культури храмового будівництва.

## Історія дослідження
Гіпогей — найдавніший підземний храм у світі — був випадково виявлений будівельниками при проведенні каналізації 1902 року. Спочатку знахідка не набула розголосу (будівельники, що виявили гіпогей, хоча швидко зрозуміли, що мають справу з давньою спорудою, використовували штучну печеру як місце для звалища будівельного сміття), проте нею зацікавився єзуїтський священик Еммануїл, який першим почав розкопки. Усередині конусо- або яйцеподібних приміщень були виявлені численні розрізнені кісткові рештки людей та жертовних тварин. На стінах було виявлено геометричні візерунки, а також сліди використання вохри з ритуальною метою.
Після смерті отця Еммануїла 1907 року дослідженнями мальтійських мегалітів керував мальтійський археолог Темі Замміт. Він припустив, що тут колись знаходився оракул, що вабив до Мальти паломників з усього Середземномор'я.
Марія Гімбутас пізніше зв'язала Хал-Сафліені зі своїм вченням про матріархальну Стару Європу. На підтвердження того, що в Хал-Сафліені процвітав культ жіночої родючості, вона вказує на форму храмових залів, які мають вигляд материнського лона, а всередині гіпогея була виявлена  неолітична статуетка сплячої товстої жінки, яка продовжує традицію палеолітичних венер.

## Опис
Пізніші археологічні розкопки показують, що початково на поверхні була святиня, яка знаменувала вхід до Гіпогею, а її подальше руйнування, ймовірно, захищало нижню структуру від відкриття протягом тисяч років.

Від будь-якого потенційного огорожі, яке б позначало вхід до Гіпогею, не залишилося нічого. 
Підземна споруда, можливо, виникла з природної печери, яку з часом розширили шляхом врізання безпосередньо в скелю грубими знаряддями праці, включаючи роги, кремінь, флінт і обсидіан.

Похоронні камери на верхньому рівні Гіпогею датуються ранніми фазами мальтійського храмового періоду, а нижні камери датуються пізнішим часом.

Це місце, можливо, вперше було використано ще в 4000 році до Р.Х. і, ймовірно, використовувалося приблизно до 2500 року до Р.Х., на основі аналізу зразків кераміки та дослідження людських останків.
Храмова структура використовує промені світла від поверхні, що проникає у нижні камери, зі складними візерунками, намальованими на стелі червоною охрою, що мають вигляд плям, спіралей та стільників.
Один з головних залів, що має назву називається «Святая Святих», орієнтований так, що світло зимового сонцестояння освітлювало його фасад із отвору вгорі.

Резонансна ніша, вирізана у середній камері, що має назву Кімната Оракула, була, можливо, розроблена для транслювання співу або гри на барабанах по всьому Гіпогею.
У храмі було знайдено велику кількість предметів, у тому числі вишукано оздоблені глиняні посудини, кам’яні та глиняні намистини, ґудзики від мушель, амулети, наконечники сокири та різьблені фігурки із зображенням людей і тварин.

Найвизначнішим відкриттям була глиняна фігура Богиня-мати. 
Фігури варіюються від абстрактних до реалістичних за стилем, з основними темами, які, як вважають, пов’язані з вшануванням мертвих і духовним перетворенням.

Також представлені складні художні прийоми, як у випадку однієї великої гончарної миски, в якій використовуються як натуралістичні, так і стилізовані теми, причому на одній стороні реалістично зображені велика рогата худоба, свині та кози, а на іншій стороні зображені тварини, приховані у складних геометричних візерунках.

Останки близько 7000 осіб були знайдені у Гіпогеї, і хоча багато кісток було втрачено на початку розкопок, більшість черепів було збережено у Національному музеї.

Невеликий відсоток черепів має ненормальне подовження черепа, подібне до черепів жерців зі Стародавнього Єгипту, що стимулює спекуляції про людей, які окупували Гіпогей, та їхні обряди та вірування.

Подальші розкопки проводилися між 1990 і 1993 роками Ентоні Пейсом, Натаніелем Кутаджаром і Рубеном Грімою. 
З 1991 по 2000 рік Гіпогей був закритий для відвідувачів на реставраційні роботи; і з моменту його повторного відкриття Heritage Malta (урядовий орган, який опікується історичними пам'ятками) дозволяє в'їзд лише 80 осіб на день, при цьому мікроклімат об'єкта суворо регулюється.
 
Наукові дослідження Гіпогею тривають, і в 2014 році міжнародна група вчених відвідала для вивчення акустики.

## Структура

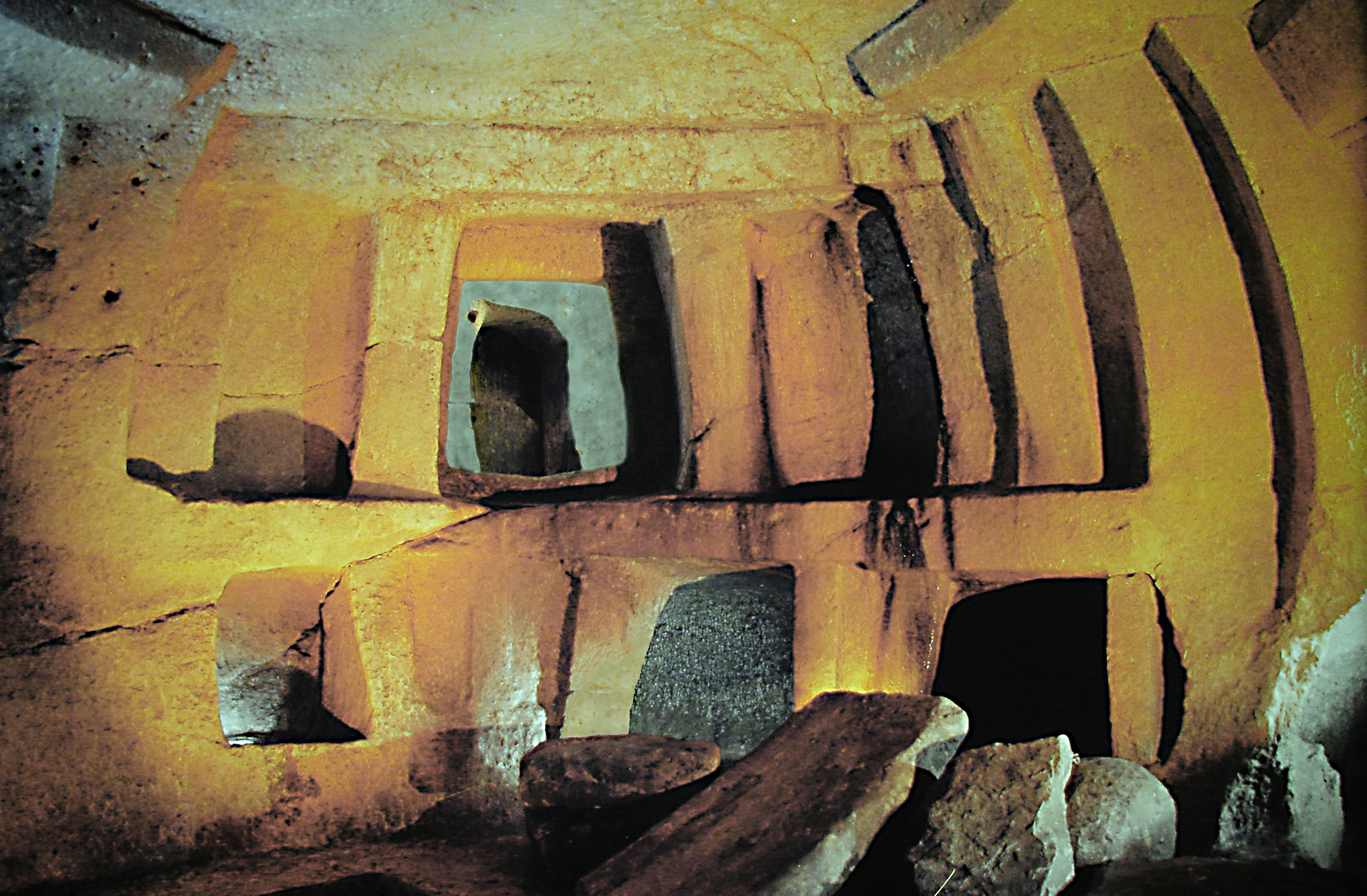
Дверний проріз з вапняку

Гіпогей збудований повністю під землею і складається з трьох рівнів, висічених у м’якому вапняку глобігерини, з його залами та камерами, з’єднаними між собою лабіринтом сходів, перемичок і дверних отворів.

Вважається, що верхній рівень був зайнятий спочатку, а середній і нижній — розширені та розкопані пізніше. 
Деякі з середніх залів, схоже, мають схожі стилістичні характеристики з одночасними мегалітичними храмами, знайденими по всій Мальті.

### Верхній рівень
Перший рівень знаходиться всього за 10 м нижче поверхні, і він дуже схожий на гробниці, знайдені в Xemxija, поблизу затоки Святого Павла. 
Деякі приміщення є природними печерами, які пізніше були штучно розширені. 
Цей рівень складається з багатьох камер, деякі з яких використовувалися для поховання.

### Середній рівень
Другий рівень є пізнішим розширенням, при цьому скеля піднята на поверхню за допомогою циклопічного такелажу.

На цьому рівні є кілька кімнат:

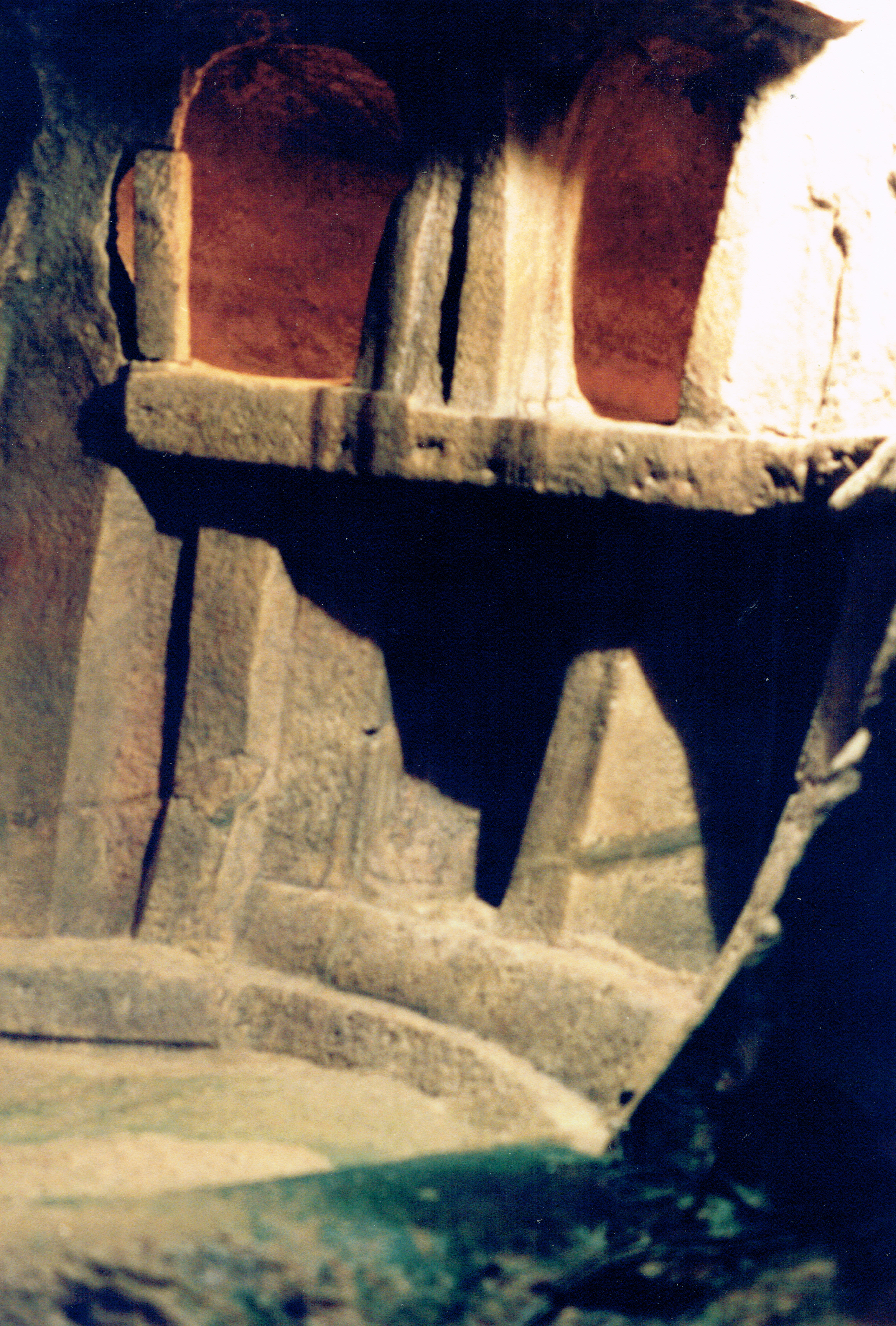
Святая Святих

- Головна камера: ця камера приблизно кругла і висічена зі скелі. Зображено кілька трилітонних входів, деякі сліпі, а інші ведуть до іншої кімнати. Більша частина поверхні стіни отримала червоний відтінок охри. Саме у цій кімнати була знайдена Спляча Діва.
- Кімната Оракула: це приблизно прямокутна кімната і одна з найменших бічних камер. Він має особливість виробляти потужний акустичний резонанс від будь-якої вокалізації, створеної всередині нього. Ця кімната має вишукано розписану стелю, що складається із спіралей червоної охри з круглими плямами та спіралями.
- Декорована кімната: біля кімнати Оракула знаходиться ще один просторий зал, круглий, з похилими всередину гладкими стінами, багато прикрашений геометричним візерунком зі спіралей. На правій бічній стіні входу — петросоматогліф[en] людської руки, висічений у скелі (Агій).
- Святая Святих: можливо, це центральна структура Гіпогею, ця кімната, орієнтована на час зимового сонцестояння, яке освітлювало б його фасад через отвір на поверхні.[10] Під час розкопок у цьому приміщенні не знайдено жодної кістки.

 Фокусною точкою є триліт, або споруда, що складається з двох великих вертикальних каменів, яка, у свою чергу, обрамлена в більшому триліті та ще одному великому триліті.

### Нижчий рівень
Нижній ярус не містив ні кісток, ні підношень, лише воду. 

## Призначення
Незважаючи на подібність у будові з розташованими на поверхні мегалітичними храмами Мальти, припускають, що гіпогей протягом багатьох століть функціонував як общинний могильник. Давні мешканці Мальти вирубували в породі все нові коридори та гроти, в яких ховали своїх покійників. Таким чином загальна площа підземного комплексу склала 480 квадратних метрів, у давні часи тут могло бути поховано 6-7 тисяч осіб.

## Приміщення
Серед цікавих приміщень слід відзначити так звану «Кімнату оракула» (звуки, вимовлені низьким чоловічим голосом, резонують у всьому приміщенні гіпогея, а всі інші залишаються нечутними в сусідніх кімнатах), а також найнижчу кімнату, до якої ведуть східці, що обриваються на висоті кількох метрів над рівнем підлоги.

## Сучасний стан
У 1992–1996 роках у гіпогеї проводилися реставраційні роботи і він був закритий для відвідування. Наразі в нього допускається не більше 80 туристів на добу, що вимагає завчасного замовлення екскурсії.
Після реконструкції гіпогей був обладнаний сучасним фоє з відеозалом та кафе, металевими сходами, перегородками та системою освітлення. Вхід у більш ніж половину приміщень для туристів зараз закритий. Фотографувати в гіпогею з неясних причин суворо заборонено навіть без спалаху.

## Галерея

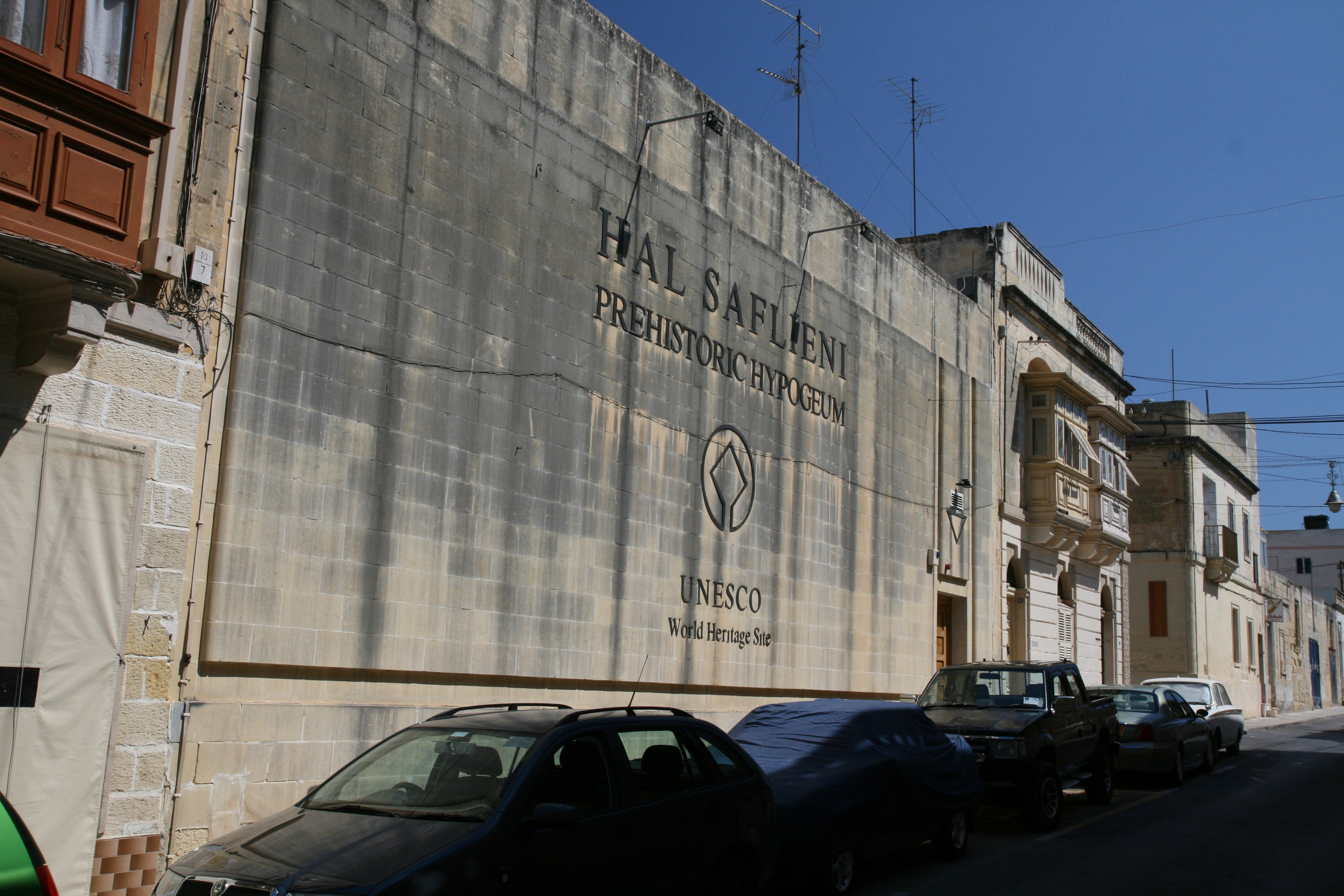
Сучасний вхід до Гіпогей
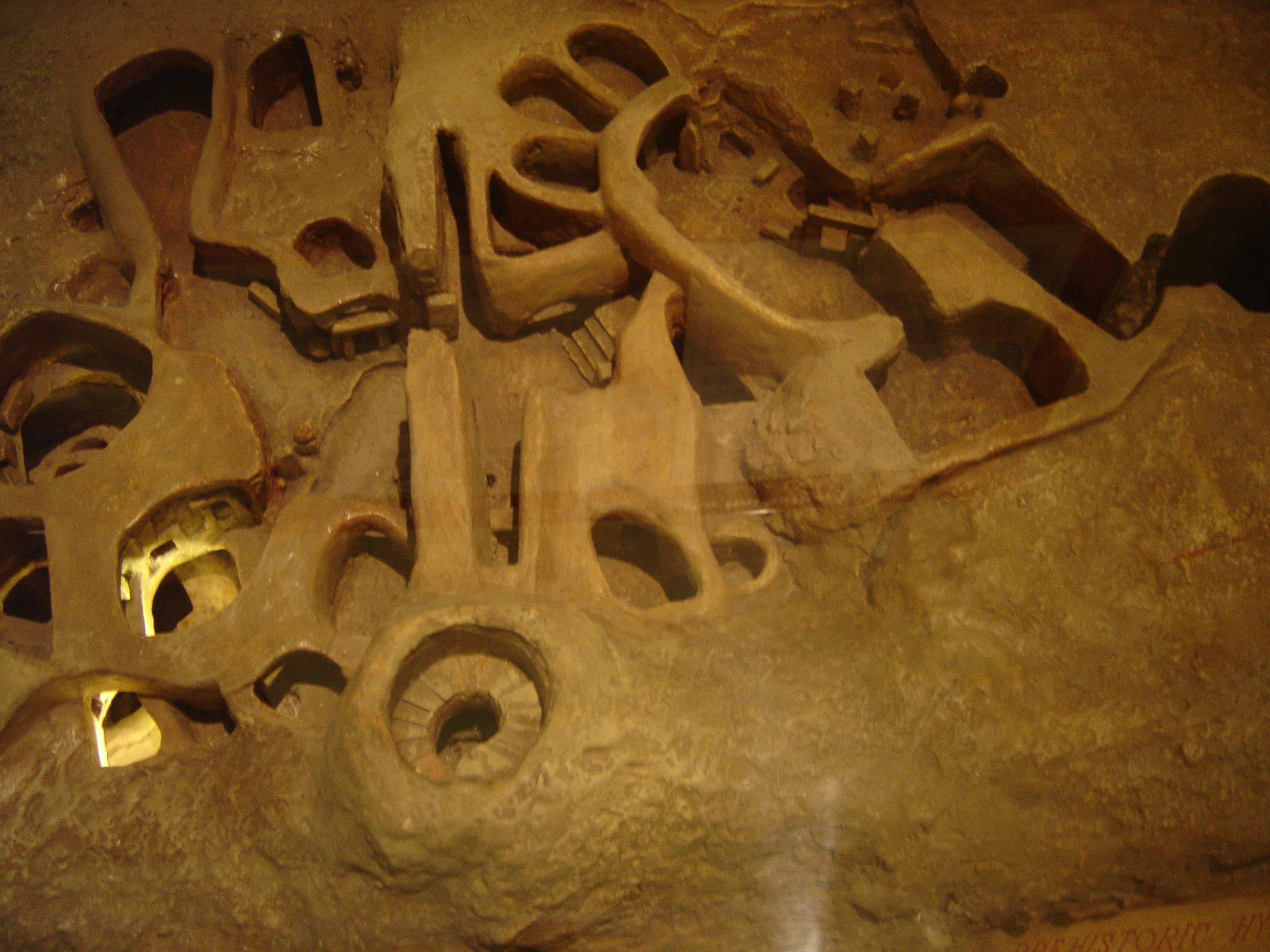
Модель гіпогею з основними приміщеннями
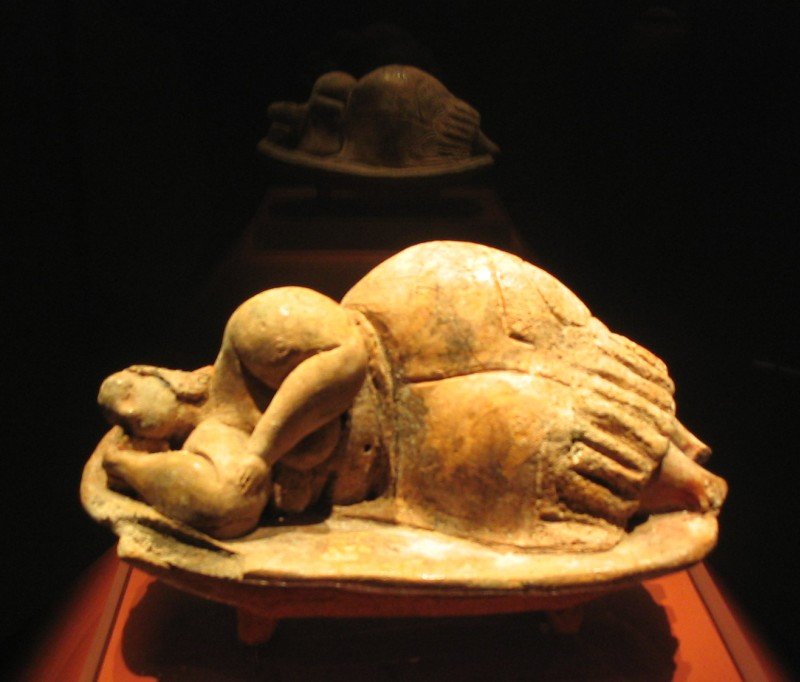
Неолітична скульптурка сплячої жінки